# Glittertind
Le Glittertind est une montagne de Norvège culminant à 2 452 m d'altitude.
Deuxième sommet du pays et des Alpes scandinaves derrière le Galdhøpiggen, il a par le passé été considéré comme le point culminant de la chaîne. Ainsi, une carte de 1917 du Jotunheimen indique une altitude de 2 481 m pour le Glittertind contre 2 468 m pour le Galdhøpiggen. Néanmoins cette mesure concernait la calotte glaciaire sommitale et non le sommet rocheux ce qui était sujet à débat. Le glacier du Glittertind ayant depuis lors perdu de l'altitude (2 457 m), le statut de point culminant de la Norvège du Galdhøpiggen n'est plus contesté.

## Toponymie
Le Glittertind tire son nom de la rivière voisine Glitra à laquelle a été adjointe la terminaison tind signifiant « pic, montagne ». Le toponyme Glitra provient quant à lui du verbe glitre, « scintiller ».